# 丹巴杜鹃
丹巴杜鹃（学名：Rhododendron danbaense），为杜鹃花科杜鹃花属下的一个植物种。